# كوستاف إنغفال
كوستاف إنغفال (بالسويدية: Gustav Engvall)‏ (29 أبريل 1996 بكالمار في السويد - ) هو لاعب كرة قدم سويدي في مركز الهجوم. شارك مع منتخب السويد تحت 17 سنة لكرة القدم ومنتخب السويد تحت 19 سنة لكرة القدم ومنتخب السويد تحت 21 سنة لكرة القدم ومنتخب السويد لكرة القدم. أما مع النوادي، فقد لعب مع نادي غوتبورغ وFärjestadens GoIF ‏.

## روابط خارجية
- كوستاف إنغفال على موقع اتحاد النرويج (النرويجية)
- كوستاف إنغفال على موقع اتحاد السويد (السويدية)
- كوستاف إنغفال على موقع قاعدة بيانات كرة القدم.إي يو (الإنجليزية)
- كوستاف إنغفال على موقع ناشيونال فوتبول تيمز (الإنجليزية)
- كوستاف إنغفال على موقع Soccerway.com (الإنجليزية)
- كوستاف إنغفال على موقع عالم كرة القدم.نت (الإنجليزية)